# Dasyprocta guamara
El guamara (Dasyprocta guamara) es una especie de roedor histricomorfo de la familia Dasyproctidae de pequeño tamaño.
Es endémica de Delta Amacuro (Venezuela). Habita en tierras bajas, desde el nivel del mar hasta 30 m de altitud.